# Ubisoft Casablanca
Ubisoft Casablanca was een Marokkaans computerspelontwikkelaar gevestigd in Casablanca. Het bedrijf werd in 1998 opgericht als dochteronderneming van Ubisoft. In juni 2016 sloot Ubisoft na 18 jaar de studio.

## Ontwikkelde spellen
| Release | Titel                                 | Platform                                                                 |
| ------- | ------------------------------------- | ------------------------------------------------------------------------ |
| 2003    | Beyond Good & Evil                    | Nintendo GameCube, PlayStation 2, PlayStation 3, Windows, Xbox, Xbox 360 |
| 2005    | Peter Jackson's King Kong             | Nintendo DS-port                                                         |
| 2006    | Star Wars: Lethal Alliance            | Nintendo DS-port                                                         |
| 2008    | Rayman Raving Rabbids TV Party        | Nintendo DS-port                                                         |
| 2008    | Prince of Persia: The Fallen King     | Nintendo DS-port                                                         |
| 2010    | Prince of Persia: The Forgotten Sands | Nintendo DS-port                                                         |
| 2011    | Rayman 3D                             | Nintendo 3DS                                                             |
| 2013    | Rayman Legends                        | PlayStation Vita en Wii U-port                                           |
| 2013    | Rayman Fiesta Run                     | Android, iOS, Windows Phone                                              |